# Kmeťov vodopád
Kmeťov vodopád est la plus haute chute d'eau du massif des Hautes Tatras en Slovaquie. La chute est située à 1 245 m d'altitude sur 80 m de dénivelé. Elle est alimentée par le ruisseau Nefcerský potok un sous-affluent du Váh.